# Лоцкино (Баштанский район)
Лоцкино (укр. Лоцкине) — посёлок в Баштанском районе Николаевской области Украины.
Основано в 1872 году. Население по переписи 2001 года составляло 1629 человек. Почтовый индекс — 56160. Телефонный код — 5158. Занимает площадь 0,744 км².
Украинские СМИ сообщали о присутствии с 10 по 18 марта 2022 года в селе оккупантов из "днр", которых поддерживали некоторые местные жители

## Местный совет
56180, Николаевская обл., Баштанский р-н, пос. Лоцкино, ул. Почтовая, 1